# سلحفاة الخيمة
سلحفاة الخيمة أو سلحفاة الخيمة الأفريقية هي نوع من السلاحف البرية تنتمي إلى جنس بساموبيتس، وتعد أحد ثلاثة أنواعٍ يضمُّها هذا الجنس. تعيش هذه السلحفاة في منطقة أفريقيا الجنوبية، في دولتي ناميبيا وجمهورية جنوب أفريقيا (حتى مقاطعة الكاب). وقد صُنِّفت لها حتى الآن ثلاثة تحت أنواعٍ في مناطق تواجدها المختلفة.
تضع أنثى سلحفاة الخيمة في كل مرَّةٍ بيضة واحدة إلى ثلاثة بيوض، وتدفنهم تحت الرمال مثل السلاحف الأخرى. وتفقس البيوض في أواخر الصيف أو مطلع الخريف. وأما غذاؤها فهو خاصٌّ للغاية، منها بعض نباتات منطقة كارو وفصيلة نباتات البركانية إضافةً إلى عددٍ من النباتات العصارية جنوب الأفريقية.

## الوصف
يكون لون الصدفة في الغالب أسوداً أو بنياً غامقاً، وتتخلَّلها نتوءات مُقَبَّبة الشكل يكون رأسها أصفر أو برتقاليَّ اللون وتمتدُّ من كلٍّ منها مجموعة خطوط باللون ذاته. وهذا النمط الهندسي الفريد يجعل شكل صدفة السلحفاة شبيهاً بخيم البدو، ومن هنا يأتي اسمها. يختلف حجم هذه السلحفاة ولونها بصورةٍ كبيرةٍ من منطقةٍ إلى أخرى، أو ضمن المنطقة نفسها أحياناً، وقد صُنِّفت بناءً على الفروقات بينها إلى ثلاثة تحت أنواع: سلحفاة الخيمة الشائعة ذات الألوان الأكثر فقاعةً والصدفة الفريدة، والسلحفاة الشمالية ذات الصدفة قليلة البروز، والسلحفاة الغربية ذات الصدفة الأكثر فرادةً وغرابةً في شكلها.

## تحت الأنواع
تُصنَّف سلحفاة الخيمة إلى ثلاثة تحت أنواعٍ فرعية تختلف في هيئتها وحجمها عن بعضها البعض:
- سلحفاة الخيمة الشائعة أو المألوفة (Psammobates tentorius tentorius): النوع النموذجي، تعيش في جنوب أفريقيا بجنوب وشرق منطقة كارو، من غراهامزتاون إلى ماتجيسفونتين.
- سلحفاة الخيمة الغربية (Psammobates tentorius trimen): تعيش في جنوب أفريقيا بالبلديات الساحلية لمقاطعة كيب الغربية، وفي ناميبيا من خليج لامبرت إلى النهر البرتقالي بناماكوالاند.
- سلحفاة الخيمة الشمالية (Psammobates tentorius verroxii): تعيش في جنوب أفريقيا بمقاطعة كيب الشمالية وفي ناميبيا شمال غرب ناماكوالاند.